# 猴子扳手

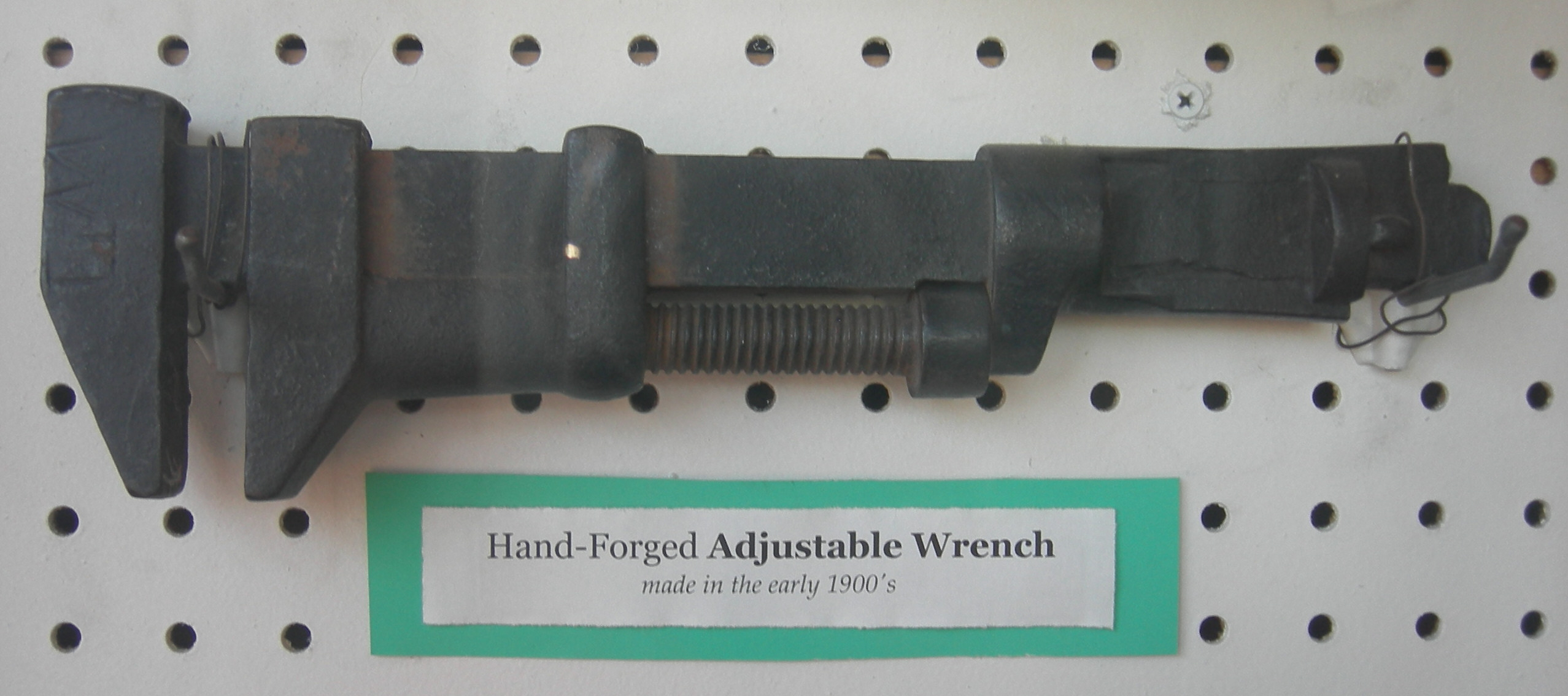
猴子扳手

猴子扳手是一种老式的活动扳手。它可以上下活动，钳紧各种大小的螺母，像猴子嚼食的样子，故名。它是美国人对十八世纪英式扳手的一种改进，在十九世纪乃至二十世纪初期甚为流行。但现在通常仅用于重活，日常使用基本已为更轻便的活动扳手所取代。